# 松本政秀
松本 政秀（まつもと まさひで）は、日本の機械環境工学者・システム工学者。大阪工業大学名誉教授。工学博士。日本経営工学会第26期表彰委員会委員。
専門は、機械環境工学・環境システム工学・衛生工学、CAE・環境シミュレーション（熱環境・水環境など）、システム解析・最適化。

## 経歴
1980年北海道大学工学部衛生工学科卒業。1983年同大学大学院工学研究科衛生工学専攻修士課程修了後、鈴木自動車工業（現在のスズキ）開発部にて、ヒートパイプのドライアウト環境・システム最適化設計に関する研究に従事し、1993年金沢大学より博士号を取得（工学博士）。1995年大阪工業大学工学部経営工学科に着任し、2004年同学科教授。同学部環境工学科教授を経て、2024年同大学名誉教授。
大阪工業大学工学部（経営工学科・環境工学科）で30年近くの長きに渡り教鞭を執り、特に2006年に新設された環境工学科において、環境・衛生工学と機械・経営システム工学との融合教育に貢献した。
主な所属学会は、日本機械学会、精密工学会、化学工学会、日本経営工学会、日本オペレーションズ・リサーチ学会 など。

## 主な研究
- 熱・物質の循環環境を利用した高効率の熱伝達素子のCAE・シミュレーション
- 三次元有限要素モデルに基づく直管型ヒートパイプの熱輸送特性解析
- OpenFOAMを用いたPCB水熱酸化分解反応器の熱伝導マルチフィジックス解析
- 領域気象モデル(WRF)を使用した関西地域の大雨の分析
- 区間演算に基づく環境ロボットアームの障害物環境での回避経路探索手法
- 非線形最適化問題環境での区間分析を用いた大域的最適化アルゴリズムの研究
- 不確定構造システム環境の区間有限要素解析に関する研究

環境システム工学の啓蒙活動の一環として、FD活動や同大学大学院向けシステム工学特論のテキスト作成なども行っている。